# Indaiabira
Indaiabira – miasto i gmina w Brazylii, w stanie Minas Gerais.